# Tatiana Montiel
Tatiana Montiel De Elneser es una política venezolana y diputada suplente de la Asamblea Nacional por el estado Anzoátegui.

## Carrera
Tatiana fue electa como diputada suplente por la Asamblea Nacional por el circuito 2 del estado Anzoátegui para el periodo 2016-2021 en las elecciones parlamentarias de 2015, en representación de la Mesa de la Unidad Democrática (MUD). Participó en las protestas nacionales de 2017 contra el gobierno de Nicolás Maduro en su estado, junto con otros diputados opositores.